# قسطنطين ديميتريو
قسطنطين ديميتريو هو لاعب كرة قدم يوناني في مركز الدفاع، ولد في 30 يونيو 1999 في سالونيك في اليونان. لعب مع نادي باوك.

## وصلات خارجية
- قسطنطين ديميتريو على موقع قاعدة بيانات كرة القدم.إي يو (الإنجليزية)
- قسطنطين ديميتريو على موقع Soccerway.com (الإنجليزية)
- قسطنطين ديميتريو على موقع عالم كرة القدم.نت (الإنجليزية)